# Вагнер, Иван Викторович
Ива́н Ви́кторович Ва́гнер (род. 10 июля 1985) — российский космонавт-испытатель отряда ФГБУ «НИИ ЦПК имени Ю. А. Гагарина». 123-й космонавт России (СССР) и 563-й космонавт мира. До поступления в отряд космонавтов работал инженером РКК «Энергия», помощником руководителя полётами российского сегмента МКС. Герой Российской Федерации. Лётчик-космонавт Российской Федерации.
Совершил первый космический полёт в апреле-октябре 2020 года в качестве бортинженера экипажа транспортного пилотируемого корабля «Союз МС-16» и бортинженера экипажа Международной космической станции по программе основных космических экспедиций МКС-62/63. 
11 сентября 2024 года в 19:23:12 мск вместе с членами экипажа 72-й длительной экспедиции на МКС стартовал с 31-й площадки космодрома Байконур на ТПК «Союз МС-26» в качестве бортинженера экипажа.

## Биография
Иван Викторович Вагнер родился 10 июля 1985 года в посёлке Североонежск Плесецкого района Архангельской области.

### Ранние годы, образование
В 2002 году после окончания средней школы в Североонежске поступил на факультет авиа и ракетостроения Балтийского государственного технического университета имени Д. Ф. Устинова «Военмех» в Санкт-Петербурге.
На старших курсах неоднократно участвовал в Гагаринских научных чтениях, чтениях памяти К. Э. Циолковского в Калуге. Являлся автором около 20 научных публикаций. С октября 2007 года по май 2008 года, на последнем курсе университета, совмещал учёбу с работой инженер-конструктором в ОАО «Климов».
Магистерская диссертация И. Вагнера в университете была посвящена беспилотным транспортным средствам, которые должны обеспечить доставку грузов из одной точки поверхности Луны в другую с помощью управляемого баллистического перелёта. Решением Федерации космонавтики России диссертация была отмечена премией имени М. К. Тихонравова за лучшую научно-практическую работу по космонавтике среди учащихся вузов России. Работа студента Вагнера по экономическому обоснованию экспериментов по определению коэффициентов, необходимых для расчёта амортизаторов посадочной системы лунного аппарата, получила первое место на городском конкурсе «Молодые. Дерзкие. Перспективные». В 2008 году окончил университет со степенью магистра техники и технологии по направлению авиа и ракетостроение. Решением правительства Санкт-Петербурга был награждён Дипломом лучшего выпускника 2008 года. Окончил военную кафедру университета, является лейтенантом запаса.
С ноября 2008 года работал в городе Королёве инженером Главной оперативной группы управления в ОАО РКК «Энергия». В феврале 2009 года был назначен помощником руководителя полётами российского сегмента Международной космической станции (МКС). В том же году был командирован в США для повышения квалификации и совместных тренировок с американскими коллегами.

### Космическая подготовка
Летом 2010 года прошёл медицинскую комиссию и был признан годным по состоянию здоровья для зачисления в качестве кандидата в космонавты в отряд космонавтов. Решением Государственной межведомственной комиссии 12 октября 2010 года рекомендован для зачисления в отряд космонавтов РКК «Энергия» (17-й набор). 8 ноября 2010 года назначен на должность кандидата в космонавты-испытатели в отряд РКК «Энергия» (17-й набор) и приступил с 15 ноября к полуторагодичной общекосмической подготовке в Центре подготовки космонавтов имени Ю. А. Гагарина. 22 января 2011 года переведен в отряд космонавтов «Роскосмоса» в Центр подготовки космонавтов имени Ю. А. Гагарина на должность кандидата в космонавты.
В 2011—2012 года в ходе общекосмической подготовки прошёл: лётную подготовку на самолёте Л-39; специальную парашютную подготовку, тренировки в условиях невесомости, воспроизводимые на борту самолёта-лаборатории Ил-76 МДК; испытания в сурдокамере; водолазную подготовку и тренировки в гидролаборатории ЦПК имени Ю. А. Гагарина по внекорабельной деятельности в модифицированном скафандре «Орлан-МК», приспособленном для работы под водой. 3 августа 2012 года по решению Межведомственной квалификационной комиссии получил квалификацию «космонавт-испытатель».
В августе 2012 года принимал участие в практической отработке действий экипажа после приземления в условиях пустынной местности на космодроме Байконур. В июле 2014 года участвовал в тренировках по подъёмам на борт вертолёта, находящегося в режиме зависания. В сентябре 2014 года принял участие в лётных тренировках на борту самолёта-лаборатории Ту-134-ЛК по проведению визуально-инструментальных наблюдений природных и антропогенных объектов озера Байкал и прилегающих к нему территорий.
С декабря 2015 года И. В. Вагнер проходил подготовку в качестве бортинженера дублирующего экипажа корабля «Союз МС-04» и основного экипажа корабля «Союз МС-06». 6 мая 2016 года его назначение в основной экипаж корабля «Союз МС-06» было подтверждено в пресс-релизе НАСА 16-047.
В феврале 2016 года прошёл тренировку по действиям в случае аварийной посадки в лесисто-болотистой местности зимой. В июне 2016 года вместе с Александром Скворцовым и Скоттом Тинглом прошёл тренировки по «водному выживанию» на базе 179-го Центра МЧС в городе Ногинск Московской области. 13 сентября 2016 года в связи с решением Госкорпорации «Роскосмос» о сокращении с весны 2017 года российских экипажей МКС с трёх до двух человек, Вагнер был выведен из состава дублирующего экипажа корабля «Союз МС-04» и основного экипажа корабля «Союз МС-06».
С апреля 2019 года проходил подготовку в качестве бортинженера дублирующего экипажа космических экспедиций МКС-63/64 и экипажа ТПК «Союз МС-16». 19 февраля 2020 года российские члены основного экипажа пилотируемого корабля «Союз МС-16» — космонавты Роскосмоса Николай Тихонов и Андрей Бабкин были заменены на дублеров по медицинским показаниям. Командиром основного экипажа корабля «Союз МС-16» назначен Анатолий Иванишин, бортинженером Иван Вагнер.
Приказом начальника ЦПК от 24 июня 2022 назначен командиром группы кандидатов в космонавты.
В мае 2023 года на сайте ЦПК имени Ю. А. Гагарина появилась информация, что Иван Вагнер проходит подготовку в качестве бортинженера дублирующего экипажа космической экспедиции МКС-73.

## Полёты

### Первый полёт

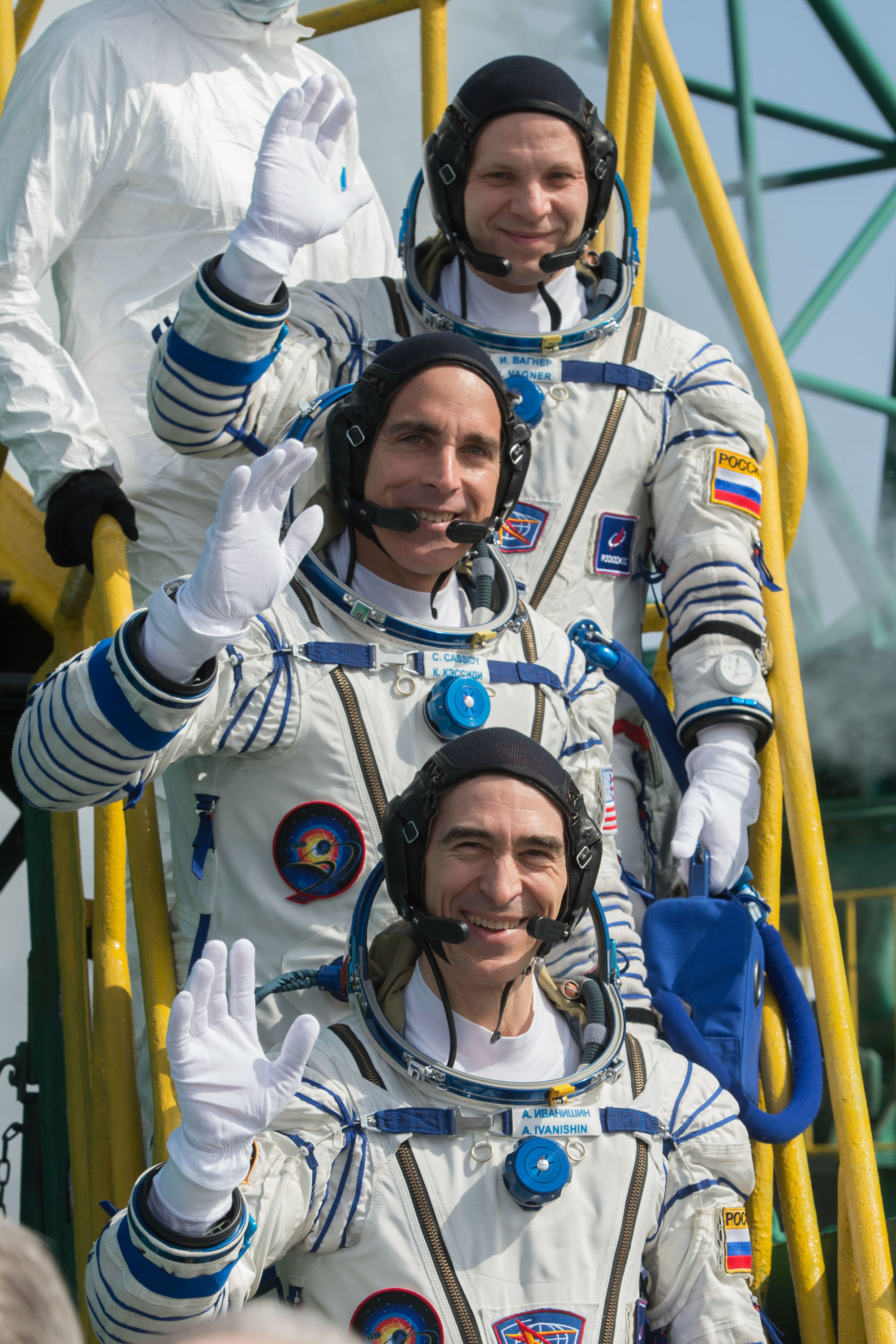
Экипаж ТПК «Союз МС-16» перед стартом, 9 апреля 2020 года

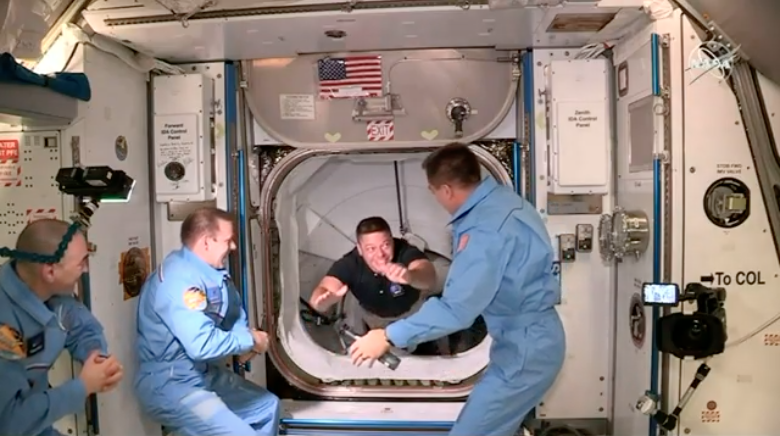
Иван Вагнер, Крис Кэссиди и Анатолий Иванишин встречают на МКС Роберта Бенкена, прибывшего на частном корабле Crew Dragon, 31 мая 2020 года

Стартовал 9 апреля 2020 года в 11:05:06 мск со стартового комплекса площадки № 31 космодрома Байконур в качестве бортинженера-1 ТПК «Союз МС-16» и космических экспедиций МКС-62/63, командир экипажа — космонавт Роскосмоса Анатолий Иванишин и бортинженер-2 астронавт НАСА Крис Кэссиди. Сближение корабля с МКС выполнялось по укороченной четырёхвитковой схеме. Автоматическая стыковка со станцией произошла через шесть часов в 17:13:21 мск. До полета космической туристки Арсено был самым молодым (по дате рождения) из слетавших в космос.
22 октября 2020 года в 02:32 мск корабль «Союз МС-16» отстыковался от Международной космической станции. В 5:54:12 мск осуществлена посадка экипажа корабля в 147 км юго-восточнее города Жезказган в Казахстане. Продолжительность пребывания в космическом полёте экипажа экспедиции составила 195 суток 18 часов 49 минут.

### Второй полёт
11 сентября 2024 года в 19:23:12 по московскому времени вместе с членами экипажа 72-й длительной экспедиции на МКС космонавтом Алексеем Овчининым и астронавтом НАСА Доналдом Петтитом стартовал с 31-й площадки космодрома Байконур на ТПК «Союз МС-26». 11 сентября 2024 года в 22:32 мск ТПК «Союз МС-26» в автоматическом режиме пристыковался к малому исследовательскому модулю «Рассвет» российского сегмента МКС. 12 сентября экипаж перешёл на борт МКС.
19 декабря 2024 года Алексей Овчинин и Иван Вагнер выполнили выход в открытый космос для установки и снятия научной аппаратуры на внешней поверхности модулей российского сегмента. Они смонтировали на служебном модуле «Звезда» и подключили рентгеновский спектрометр СПИН-X1-МВН, затем на малом исследовательском модуле «Поиск» демонтировали два устройства экспонирования в интересах эксперимента «Тест» и две панели в рамках эксперимента «Выносливость», сняли научную аппаратуру «Индикатор-МКС» эксперимента «Контроль» и выполнили другие работы. В конце выхода космонавт Алексей Овчинин разместился в переносном рабочем месте на манипуляторе ERA, которым управлял космонавт Роскосмоса Александр Горбунов, и отправил в космос укладку с демонтированным старым оборудование. Укладка со временем сойдёт с орбиты и сгорит в земной атмосфере. Продолжительность выхода составит 7 часов 17 минут 47 секунд.
8 февраля 2025 года, будучи студентом Владимирского филиала Президентской академии, впервые в мире защитил магистерскую диссертацию во время космического полета.
Статистика
| # | Стартовый корабль | Старт, UTC        | Экспедиция            | Корабль посадки | Посадка, UTC      | Налёт                                    | Выходы в открытый космос | Время в открытом космосе |
| - | ----------------- | ----------------- | --------------------- | --------------- | ----------------- | ---------------------------------------- | ------------------------ | ------------------------ |
| 1 | Союз МС-16        | 09.04.2020, 08:05 | Союз МС-16, МКС-62/63 | Союз МС-16      | 22.10.2020, 02:54 | 195 суток 18 часов 49 минут              | 0                        | 0                        |
| 2 | Союз МС-26        | 11.09.2024, 16:23 | Союз МС-26, МКС-72    | Союз МС-26      | 20.04.2025 (план) | 214 суток (план)                         | 1                        | 7 часов 17 минут 47 сек  |
|   |                   |                   |                       |                 |                   | 195 суток 18 часов 49 минут (за 1 полёт) | 2                        | 7 часов 17 минут 47 сек  |

## Награды и звания

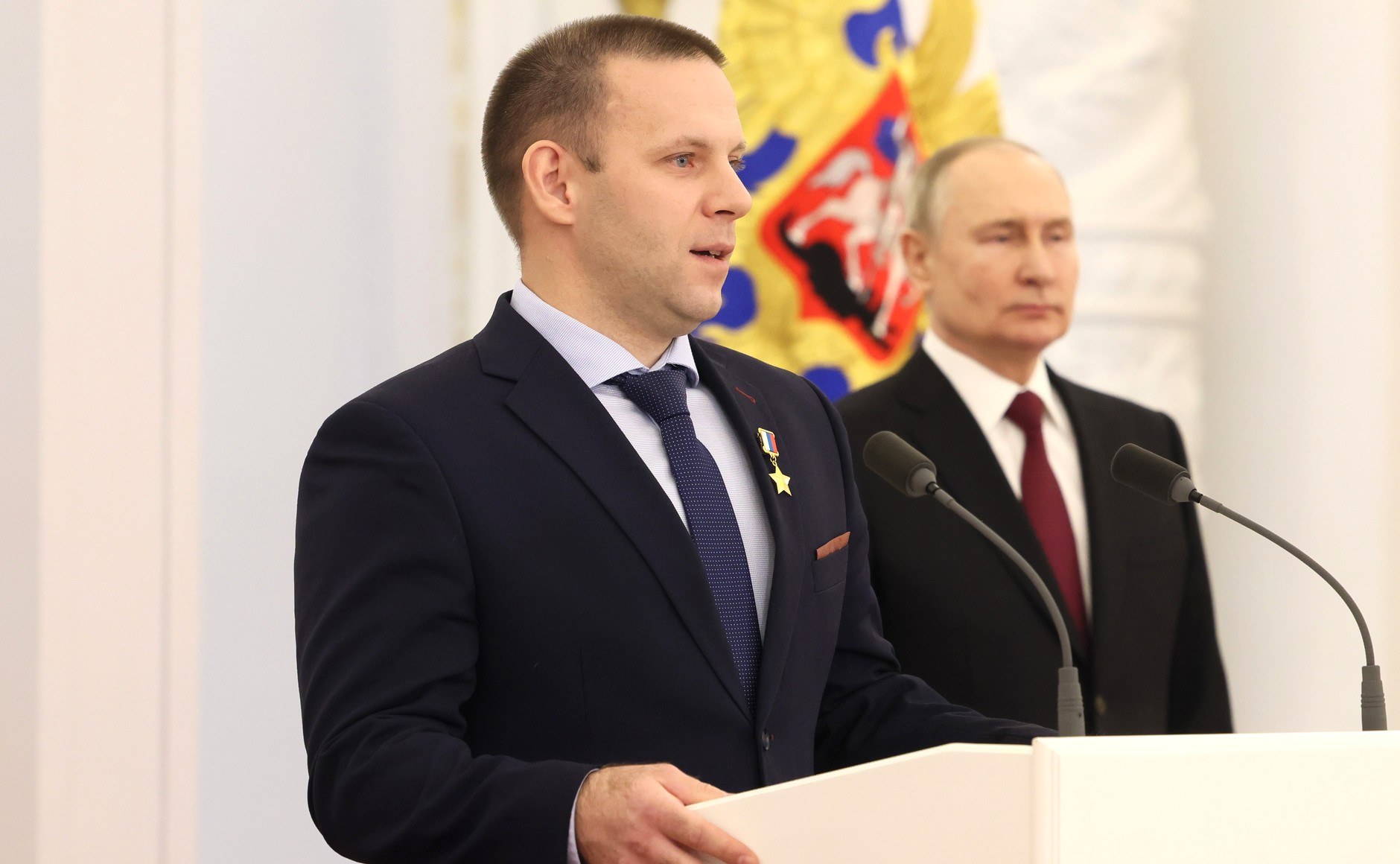
Вручение звезды Героя Российской Федерации, 8 декабря 2022 года

- Герой Российской Федерации (4 мая 2022) — за мужество и героизм, проявленные при осуществлении длительного космического полета на Международной космической станции[23]
- Почётное звание «Лётчик-космонавт Российской Федерации» (2022)
- Медаль Ю. А. Гагарина (Роскосмос, июль 2021 года) — за успешное выполнение программ полёта на Международной космической станции[24];
- Медаль «За укрепление обороноспособности» имени Д.Ф. Устинова (Военмех, 20 марта 2021 года)[25];
- Лауреат премии Федерации космонавтики России имени М. К. Тихонравова за лучшую научно-практическую работу[26].

## Семья, личная жизнь
Иван Вагнер женат на Татьяне Владимировне Вагнер. В семье растут дочь и сын. Иван увлекается лыжным спортом, рукопашным боем, гиревым спортом, сноубордингом, водным туризмом, в том числе рафтингом и каякингом.